# Villa Rustica (Kloten)
Bei der Villa Rustica von Kloten handelt es sich um die Reste eines römischen Gutshofes bei Kloten im Kanton Zürich in der Schweiz.
Die Flur, auf dem sich die Reste der Villa befinden, wird als Schatzbuck bezeichnet, was andeutet, dass hier immer wieder Objekte zu Tage kamen. 1724 wurden mehrere Mosaiken freigelegt. 1837 wurden Teile des Herrenhauses und eines Bades ausgegraben. Systematische Ausgrabungen fanden zwischen 1969 und 1979 statt. Die Mauern des Bades und des Herrenhauses wurden konserviert.
Die Reste der Villenanlage erstrecken sich auf ein Gebiet von etwa 250 × 200 Meter. Das Herrenhaus liegt im Norden auf einer Terrasse. Es wurde um 50 n. Chr. errichtet. Es konnten sieben Umbauphasen festgestellt werden. In der letzten Phase war der Bau etwa 49 × 40 Meter gross und hatte im Zentrum ein Peristyl. Die Aussenseiten der Villa waren wahrscheinlich mit einer Porticus geschmückt. An der Nordwest-Seite gab es einen Badetrakt. Diverse Räume waren mit Mosaiken, Hypokausten und Wandmalereien ausgestattet. Die Mosaiken waren bei den letzten Grabungen schon zerstört. Nur ein kleines Fragment konnte im Badetrakt geborgen werden. Nordwestlich des Herrenhauses stand ein weiteres Bad. Auch dieser Bau war reich mit Mosaiken, Wandmalereien und Hypokausten ausgestattet. Die Wände waren zum Teil mit Jura-Marmor verkleidet. Die ganze Villenanlage war einst von einer Mauer umgeben. Es fanden sich Reste von verschiedenen Wirtschaftsgebäuden. Die Villa wurde im frühen vierten Jahrhundert verlassen.